# Friedrich L. Sack
Friedrich Leopold Sack (* 1906 in Davos; † 1979) war ein Schweizer Anglist und Gymnasiallehrer.
Sack war ab 1932 Lehrer am Städtischen Gymnasium in Bern. Von 1945 bis 1948 war er Präsident des Schweizerischen Anglistenverbandes. Von 1947 bis 1952 war er Vizepräsident der World Organisation of the Teaching Profession.
Sack veröffentlichte Lehrmittel zur englischen Sprache und befasst sich mit deren Psychoanalyse sowie mit dem Nahostkonflikt.